# Hepburn (Iowa)
Hepburn es una ciudad ubicada en el condado de Page en el estado estadounidense de Iowa. En el Censo de 2010 tenía una población de 23 habitantes y una densidad poblacional de 115,33 personas por km².

## Geografía
Hepburn se encuentra ubicada en las coordenadas 40°50′52″N 95°1′0″O / 40.84778, -95.01667. Según la Oficina del Censo de los Estados Unidos, Hepburn tiene una superficie total de 0.2 km², de la cual 0.2 km² corresponden a tierra firme y (0%) 0 km² es agua.

## Demografía
Según el censo de 2010, había 23 personas residiendo en Hepburn. La densidad de población era de 115,33 hab./km². De los 23 habitantes, Hepburn estaba compuesto por el 100% blancos, el 0% eran afroamericanos, el 0% eran amerindios, el 0% eran asiáticos, el 0% eran isleños del Pacífico, el 0% eran de otras razas y el 0% pertenecían a dos o más razas. Del total de la población el 0% eran hispanos o latinos de cualquier raza.